# Fogo enfiado
Na terminologia militar, o fogo enfiado é o fogo direcionado longitudinalmente à linha inimiga, a partir de um dos seus flancos.
Nas armas de fogo em geral, especialmente naquelas de tiro indireto, o mais difícil é ajustar o fogo em elevação, e não na direção (deriva). Em outras palavras, ao se mirar em um ponto distante, maior parte dos tiros errados atinge a frente ou atrás do alvo, e não a esquerda ou a direita. Por isso, o atirador em posição de tiro enfiado, cujos alvos estão enfileirados num eixo aproximadamente coincidente com a sua linha de tiro, leva vantagem. Alvejando o centro da linha oponente, mesmos os seus tiros longos e curtos ainda atingem as posições inimigas.
Uma vantagem adicional é que, ao responder o fogo, os oponentes mais afastados devem se preocupar em não desferir fogo amigo sobre suas tropas que se estendem a frente, na direção do atirador que executa o fogo enfiado.
Na guerra marítima, cortar o T da frota inimiga equivale a uma posição de fogo enfiado.
Os termos equivalentes em inglês são Enfilade Fire e Raking Fire (naval).